# Прогулки с динозаврами: В стране гигантов
«Прогулки с динозаврами: В стране гигантов» — научно-популярный двухсерийный телевизионный мини-сериал компании BBC из серии «Прогулки с динозаврами», рассказывающий о вымышленных приключениях Найджела Марвена в которых он изучает динозавров в их естественной среде обитания. Найджел со своей командой исследователей и помощников, путешествует во времени отправляясь в прошлое, где встречается с вымершими животными в дикой природе. Почти все из показанных в эпизодах существ, не были представлены в оригинальном сериале «Прогулки с динозаврами». В первой серии «Гигантский коготь», Найджел отправляется на 75 млн лет до н. э. в доисторическую Монголию для поисков теризинозавра — обладателя самых большими когтей среди всех известных существ. Во втором эпизоде «Земля гигантов», путешественник ищет одного из самых крупных хищных динозавров — гиганотозавра, который охотится на огромных растительноядных аргентинозавров на территории современной Аргентины, около 100 млн лет назад.
Премьера сериала состоялась в Великобритании на канале BBC One на Новый год — первый эпизод 30 декабря 2002 года и второй эпизод 1 января 2003 года. На домашних носителях сериал был выпущен в Европе под названием Land of Giants / The Giant Claw – A “Walking with Dinosaurs” Special, а в Северной Америке известен как Chased by Dinosaurs (рус. Преследуемый динозаврами). Сериал является вторым из трёх вышедших специальных выпусков «Прогулок с динозаврами» (англ. Walking with Dinosaurs Special), два других — фильм «Баллада о Большом Але» 2000 года и мини-сериал «Прогулки с морскими чудовищами» 2003 года.

## Список эпизодов
| № | Название                             | Режиссёр       | Время и место действия                                                                     | Место съёмок                               | Дата премьеры   | Зрители в Великобритании (млн) |
| --- | ------------------------------------ | -------------- | ------------------------------------------------------------------------------------------ | ------------------------------------------ | --------------- | ------------------------------ |
| 1 | «Гигантский коготь» «The Giant Claw» | Тим Хэйнс      | 75 млн лет назад — верхний меловой период (кампанский век) Азия: пустыня Нэмэгэт, Монголия | Австралия (остров Фрейзер), Египет         | 30 декабря 2002 | 6,83                           |
| Найджел не только постарается собрать уникальный материал о главном оружии доисторических гигантов, но и попробует спровоцировать на агрессию этих животных. Возможно, ему даже удастся поймать своего первого динозавра. Виды животных в эпизоде: - Теризинозавр (Therizinosaurus cheloniformis) - Велоцираптор (Velociraptor mongoliensis) - Тарбозавр (Tarbosaurus bataar) - Протоцератопс (Protoceratops andrewsi) - Мононик (Mononykus olecranus) - Зауролоф (Saurolophus angustirostris) - Аждархо (Azhdarcho lancicollis) — в фильме не назван |                                      |                |                                                                                            |                                            |                 |                                |
| 2 | «Земля гигантов» «Land of Giants»    | Джаспер Джеймс | 100 млн лет назад — средний меловой период (сеноманский век) Южная Америка: Аргентина      | Канарские острова (о-ва Тенерифе и Пальма) | 1 января 2003   | 5,76                           |
| Найджел, словно охотник в засаде, будет подкарауливать динозавров с высокоточными приборами. Ему доведется увидеть гигантских аргентинозавров, он заберётся на горные хребты, чтобы увидеть птеранодонов с высоты птичьего полёта, а также сможет взмыть в воздух и кружить вместе с ними на своём дельтаплане. Но учёному-исследователю необходимо быть предельно осторожным, ведь никто не застрахован от ночного нападения на лагерь или от встречи с самым кровожадным из хищников — гиганотозавром. Виды животных в эпизоде: - Аргентинозавр (Argentinosaurus huinculensis) - Гиганотозавр (Giganotosaurus carolinii) - Макрогрифозавр (Macrogryphosaurus gondwanicus) — назван как Игуанодонт - Саркозух (Sarcosuchus imperator) - Птеранодон (Pteranodon longiceps) - Тропеогнат (Tropeognathus mesembrinus) — назван как Орнитохейр |                                      |                |                                                                                            |                                            |                 |                                |

## Критика и отзывы
Документальный мини-сериал получил в основном положительные отзывы у рядовых зрителей. Средняя оценка пользователей Chased by Dinosaurs на сайте IMDb составляет 7,8 баллов из 10 (на основе 535 голосов), а по отдельности для каждой серии: The Giant Claw — 7,7 баллов из 10 (на основе 224 голосов) и Land of Giants — 7,6 баллов из 10 (на основе 269 голосов). На российском сайте «КиноПоиск» оба эпизода — «Гигантский коготь» и «Земля гигантов», имеет рейтинг от пользователей — 7,5/10 (на основе 141 и 255 голосов, соответственно).

## Награды и номинации
В 2003 году на прайм-таймовой церемонии «Эмми» сериал Chased by Dinosaurs и его создатели были номинированы и победил в категории «Лучшая анимационная программа длительностью более часа». В том же году эпизод «Гигантский коготь» получил награду премии BAFTA в области телевидения в номинации «Лучшее достижение в области визуальных эффектов».
| 2003 | 55-я церемония вручения Прайм-тайм премии «Эмми»           | Лучшая анимационная программа длительностью более часа | Chased by Dinosaurs - Гейнелл Эванс (исполнительный продюсер) - Адам Кемп (исполнительный продюсер BBC) - Тим Хэйнс (продюсер/режиссёр/сценарист) - Джаспер Джеймс (продюсер/режиссёр/сценарист) - Шэрон Рид (исполнительный продюсер по CGI) - Уильям Сарджент (исполнительный продюсер по CGI) - Фиона Уолкиншо (исполнительный продюсер по CGI) - Майк Милн (руководитель по CGI) | Победа    | [ 11 ] |
| 2003 | Церемония вручения премии BAFTA в области телевидения 2003 | Лучшее достижение в области визуальных эффектов        | The Giant Claw - Макс Тайри - Тимоти Гринвуд - Джез Харрис | Победа    | [ 12 ] |
| 2004 | Церемония вручения премии BAFTA в области телевидения 2004 | Лучшее достижение в области визуальных эффектов        | Land of Giants - Макс Тайри - Джордж Ропер - Джез Харрис - Джейми Кэмпбелл | Номинация | [ 13 ] |